# 金昌根
金昌根（1907年—1935年12月5日），曾用名王平山，朝鲜族，中国共产党第四届磐石中心县委书记:189，2020年9月入选著名抗日英烈、英雄群体名录。

## 生平
1907年，金昌根出生于朝鲜平安北道的一个贫苦农民家庭，十岁入私塾读书。1921年冬，他随家人迁居吉林珲春县，1924年进入龙井大成中学读书。:465:189:134:107
1926年5月30日，金昌根在延边地区纪念五卅惨案一周年的游行示威中，在街头给民众发表演讲。游行示威被镇压后，他为躲避搜捕化名王平山在磐石呼兰集场子作小学教师。1928年，他在桦甸县参加了李东光组织的学习班。1929年，金昌根加入朝鲜共产党，后根据共产国际“一国一党”原则，于1930年9月加入中国共产党，是磐石地区最早的共产党员之一。此后，他被调往五里河子工作（今永吉县），建立起中共五里河子党支部。:465-466:189-190:134-135
1931年九一八事变后，金昌根根据中共指示开始投入到组织武装抗日的工作。1932年，他在磐石县拐子炕村组织领导了“四三”、“五七”农民暴动。同年9月，他带领磐西农民自卫队参加了原驻磐石吉海铁路警备司令部第五旅十三团一营宋国荣部队，哗变后攻打磐石县城的战斗。1933年5月，他组建了中共拐子炕特别支部，并任组织委员。1934年1月拐子炕特别支部扩建为拐子炕区委后，金昌根任区委书记。同年12月，中共磐石中心县委书记李东光被调任中共南满临时特委代理书记后，他接任了磐石中心县委书记的职务。:466-467:189-192:135-137
1933年10月，日军发起大规模“东边道秋季大讨伐”后，杨靖宇的东北人民革命军第一军独立师主力南下。在金昌根接任中共磐石中心县委书记时，留守磐石的独立师一团和少年营亦已南下离开磐石县。在这种情况下，金昌根在发展中共党团组织的同时，组建武装抗日游击队，联合其它抗日山林队建立起江北抗日联合总指挥部，坚持游击战。1935年12月5日，他在磐石西北伊通营城子镇李大房子密营视察期间，遭到军警围攻，中弹牺牲，时年28岁。:468-471:191-194:136-138

## 纪念

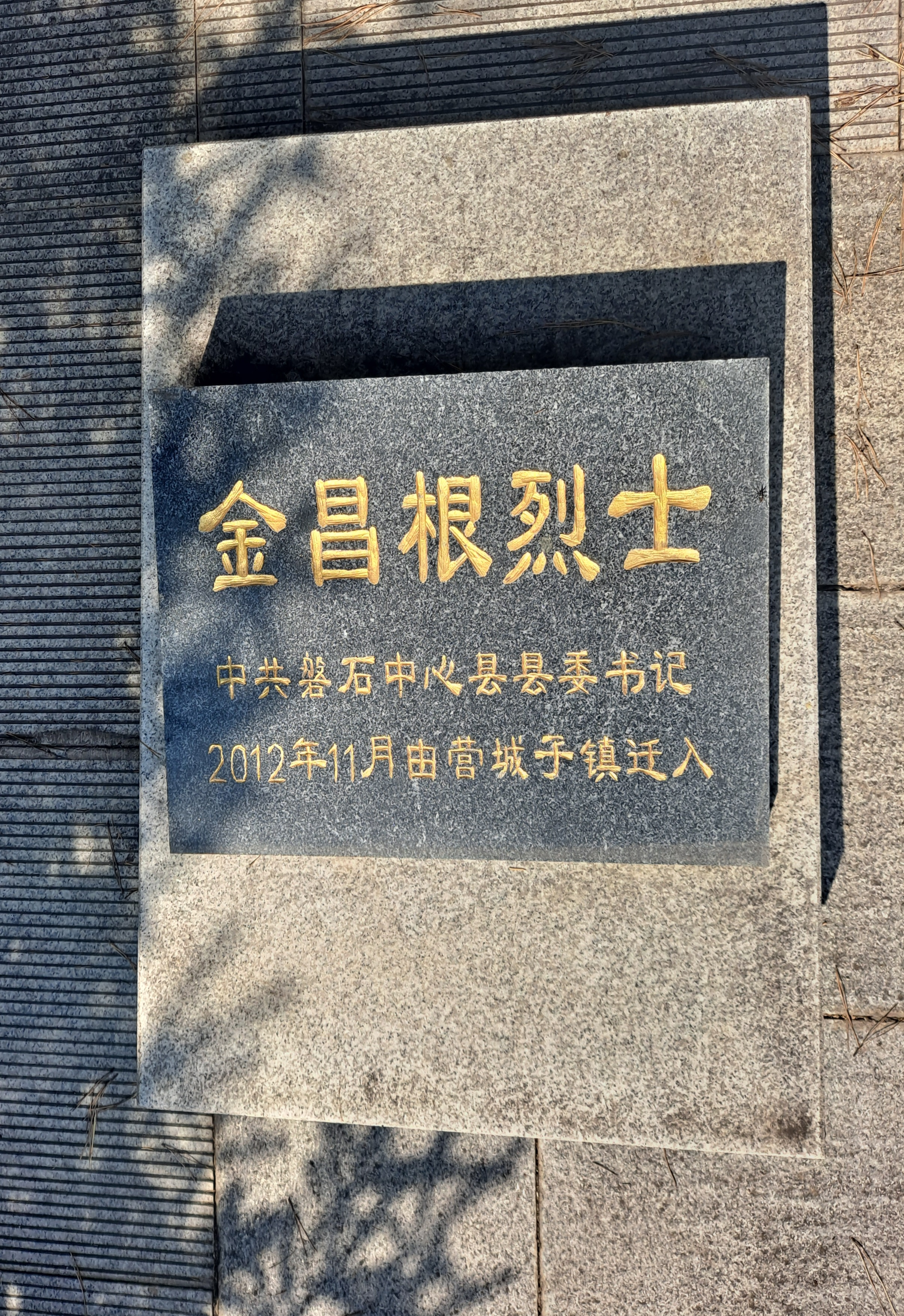
伊通烈士陵园金昌根墓

- 吉林省四平市伊通满族自治县伊通革命烈士陵园建有金昌根墓地和红色教育基地金昌根四烈士殉难地[6][7]。